# Décès en décembre 1996
Décès
- 1992
- 1993
- 1994
- 1995
- 1996
- 1997
- 1998
- 1999
- 2000

Pour une information complémentaire, voir la page d'aide.

| Date         | Nom                             | Activités | Âge | Source |
| ------------ | ------------------------------- | --- | --- | ------ |
| 1er décembre | Edwin Rosario                   | boxeur américain | 34  |        |
| 1er décembre | Babrak Karmal                   | président de l’Afghanistan de 1979 à 1986                                                                                | 67  |        |
| 1er décembre | Irving Gordon (en)              | parolier et compositeur américain                                                                                        | 81  |        |
| 1er décembre | Peter Frederick Bronfman (en)   | philanthrope canadien | 67  |        |
| 2 décembre   | Mgr Jean Jérôme Hamer           | cardinal belge | 80  |        |
| 3 décembre   | Georges Duby                    | historien français | 77  |        |
| 3 décembre   | Martin H. Moynihan (en)         | biologiste et ethnologue américain                                                                                       | ?   |        |
| 3 décembre   | Jules Monnerot                  | sociologue français | 87  |        |
| 4 décembre   | Wilf Carter                     | compositeur et chanteur canadien                                                                                         | 91  |        |
| 4 décembre   | Jules Bastin                    | chanteur lyrique belge                                                                                                   | 63  |        |
| 4 décembre   | Ans Wortel                      | peintre, poète et écrivaine néerlandaise                                                                                 | 67  |        |
| 5 décembre   | Michel Scheer                   | Vice-président français du conseil régional des pays de la Loire.                                                        | 68  |        |
| 5 décembre   | Catherine Delsol                | journaliste française.                                                                                                   | 59  |        |
| 6 décembre   | 'Abd al-Hâmid Kichk             | religieux musulman sunnite égyptien.                                                                                     | 63  |        |
| 6 décembre   | Pete Rozelle                    | commissaire américain de football américain                                                                              | 70  |        |
| 6 décembre   | François Neckar                 | couturier britannique | 92  |        |
| 6 décembre   | Jean Bertholle                  | peintre français | 85  |        |
| 7 décembre   | Eugene Izzi                     | écrivain américain | 43  |        |
| 7 décembre   | José Donoso                     | romancier chilien | 72  |        |
| 7 décembre   | Patricia de Beauvais            | reporter française | 54  |        |
| 7 décembre   | Zain Azraai                     | diplomate malaisien | 60  |        |
| 7 décembre   | Constant Verschueren            | coureur cycliste belge                                                                                                   | 79  |        |
| 8 décembre   | Marin Sorescu                   | poète et homme politique roumain                                                                                         | ?   |        |
| 8 décembre   | Howard E. Rollins               | acteur américain | 46  |        |
| 8 décembre   | John Langeloth Loeb Sr.         | philanthrope américain                                                                                                   | 94  |        |
| 8 décembre   | José Luis González              | journaliste et écrivain dominicain                                                                                       | 72  |        |
| 8 décembre   | Bernard Gèze                    | géologue, hydrogéologue, volcanologue et spéléologue français                                                            | 83  |        |
| 8 décembre   | Joseph Chagra                   | avocat américain | 50  |        |
| 9 décembre   | Raphael Samuels (en)            | écrivain britannique | 62  |        |
| 9 décembre   | Alain Poher                     | homme d’État Français | 87  |        |
| 9 décembre   | June Carlson                    | actrice américaine | 72  |        |
| 10 décembre  | Faron Young                     | chanteur de musique country américain                                                                                    | 64  |        |
| 10 décembre  | Philippe Koechlin               | critique de rock français                                                                                                | 57  |        |
| 10 décembre  | József Kővágó                   | homme politique hongrois                                                                                                 | 83  |        |
| 10 décembre  | John Duffey (en)                | musicien de bluegrass américain                                                                                          | 62  |        |
| 11 décembre  | Marie-Claude Vaillant-Couturier | résistante française | 84  |        |
| 11 décembre  | Michel Mollat du Jourdin        | médiéviste français | 85  |        |
| 12 décembre  | Larry Gates                     | acteur américain | 81  |        |
| 12 décembre  | Jean-Pierre Guerlain            | homme d’affaires français.                                                                                               | 91  |        |
| 12 décembre  | Étienne-Charles Forgé           | spécialiste français de médecine légale.                                                                                 | 58  |        |
| 12 décembre  | Robert Baucomont                | Footballeur français | 70  |        |
| 13 décembre  | Dorothy Hoffman                 | Ingénieure chimiste américaine                                                                                           | 81  |        |
| 13 décembre  | Frantisek Venclovsky (cs)       | premier Tchèque à traverser la Manche                                                                                    | ?   |        |
| 13 décembre  | Vance Packard                   | sociologue américain | 82  |        |
| 13 décembre  | Francesco Gabrieli (en)         | écrivain italien. | 92  |        |
| 13 décembre  | Cao Yu                          | écrivain chinois | 86  |        |
| 13 décembre  | Mae Barnes                      | actrice et chanteuse américaine                                                                                          | 89  |        |
| 14 décembre  | Gaston Miron                    | éditeur et poète québécois                                                                                               | 64  |        |
| 15 décembre  | Sir Laurens van der Post        | auteur britannique | 90  |        |
| 15 décembre  | Tristan Keuris (en)             | compositeur néerlandais                                                                                                  | ?   |        |
| 15 décembre  | Harry Kemelman                  | écrivain américain. | 88  |        |
| 16 décembre  | Jean Zuccarelli                 | ancien maire de Bastia                                                                                                   | 89  |        |
| 16 décembre  | Guy Lagneau (en)                | architecte français | 81  |        |
| 16 décembre  | Jean Michiels                   | ophtalmologiste belge | ?   |        |
| 16 décembre  | Jean-Pierre Lévy                | Compagnon de la Libération                                                                                               | 85  |        |
| 16 décembre  | Savas Kalogeras                 | chef opérateur québécois                                                                                                 | ?   |        |
| 16 décembre  | Giuseppe Dossetti               | homme politique italien                                                                                                  | 83  |        |
| 16 décembre  | Jacques Decornoy                | journaliste français | 59  |        |
| 16 décembre  | Joe Coral                       | relieur de livres britannique                                                                                            | 92  |        |
| 17 décembre  | François Tuefferd               | photographe Français | ?   |        |
| 17 décembre  | Stanko Todorov                  | premier ministre de la Bulgarie de 1971 à 1981.                                                                          | 76  |        |
| 17 décembre  | Sun Yaoting                     | dernier eunuque chinois                                                                                                  | 94  |        |
| 17 décembre  | Armand Niquille                 | peintre suisse | 84  |        |
| 17 décembre  | Ruby Murray (en)                | chanteuse irlandaise | 61  |        |
| 17 décembre  | Gwilym Hugh Lewis               | as de l’aviation durant la Première Guerre mondiale                                                                      | 99  |        |
| 17 décembre  | Dame Elizabeth Hill             | première femme à enseigner l’étude des langues slaves à l’université de Cambridge                                        | 96  |        |
| 17 décembre  | Jean Fortier                    | président de Radio-Québec                                                                                                | 51  |        |
| 17 décembre  | François Bruel                  | journaliste français | 91  |        |
| 18 décembre  | Robert Pounder                  | pianiste et organiste canadien                                                                                           | ?   |        |
| 18 décembre  | Irving Caesar                   | parolier américain | 101 |        |
| 18 décembre  | André Bertrand                  | chanteur québécois. | 64  |        |
| 18 décembre  | Quentin Bell                    | écrivain britannique, neveu de Virginia Woolf                                                                            | 86  |        |
| 19 décembre  | Marcello Mastroianni            | acteur italien | 72  |        |
| 19 décembre  | Gabriel Galindo Lewis           | diplomate panaméen | 68  |        |
| 19 décembre  | Iouli Khariton                  | physicien russe | 92  |        |
| 19 décembre  | Ronald Howard                   | acteur anglais | 78  |        |
| 19 décembre  | Roger Fossé                     | ancien président Français du conseil régional de Normandie.                                                              | 76  |        |
| 20 décembre  | Carl Sagan                      | astronome américain | 62  |        |
| 20 décembre  | Amata Kabua                     | premier président des Îles Marshall.                                                                                     | 88  |        |
| 21 décembre  | Robert Traub                    | entomologiste américain                                                                                                  | 80  |        |
| 21 décembre  | Alfred Tonello                  | coureur cycliste français                                                                                                | 66  |        |
| 21 décembre  | Olga Nicolis di Robilant        | mécène espagnole | 96  |        |
| 21 décembre  | François Lougah                 | musicien ivoirien | 54  |        |
| 21 décembre  | Clarence Goose                  | ancien lieutenant-gouverneur de la Nouvelle-Écosse(1973-1978)                                                            | 84  |        |
| 21 décembre  | Douglas H. Fullerton            | économiste canadien | 79  |        |
| 22 décembre  | Mića Popović                    | peintre et réalisateur de films expérimentaux serbe puis yougoslave                                                      | 73  | (sr)   |
| 22 décembre  | Joseph Martineau                | peintre français | 85  |        |
| 22 décembre  | Z. Lewis Leigh (en)             | pionnier de l’aviation au Canada                                                                                         | ?   |        |
| 22 décembre  | Miguel Chiguichon               | footballeur guatémaltèque                                                                                                | 77  |        |
| 22 décembre  | Moises Avedano                  | footballeur guatémaltèque                                                                                                | ?   |        |
| 23 décembre  | Sophie Toscan du Plantier       | épouse française du producteur de cinéma Daniel Toscan du Plantier                                                       | 39  |        |
| 23 décembre  | Inger Taube (sv)                | actrice suédoise. | ?   |        |
| 23 décembre  | Ronnie Scott                    | saxophoniste de jazz britannique                                                                                         | 69  |        |
| 23 décembre  | Sir Ian Riches (en)             | général britannique | 88  |        |
| 23 décembre  | Clarisse Nicoïdski              | écrivain français | 56  |        |
| 23 décembre  | Rina Ketty                      | chanteuse française. | 85  |        |
| 23 décembre  | Léger Comeau                    | prêtre canadien | ?   |        |
| 23 décembre  | Mary Leakey                     | archéologue britannique                                                                                                  | 83  |        |
| 24 décembre  | Paul-Eugène Quirion             | député québécois | 57  |        |
| 24 décembre  | Joseph Muhler                   | alchimiste américain | 73  |        |
| 24 décembre  | Philippe Glotin                 | homme d’affaires français                                                                                                | 58  |        |
| 24 décembre  | Gottfried Forck (de)            | ancien président de l’Église évangélique est-allemande                                                                   | 73  |        |
| 24 décembre  | Leonard K. Firestone (en)       | ambassadeur américain | 89  |        |
| 24 décembre  | Étienne Dailly                  | homme politique français                                                                                                 | 78  |        |
| 25 décembre  | Clayton Tonnemaker (en)         | joueur américain de foot U.S                                                                                             | 68  |        |
| 25 décembre  | Paul Hodges                     | radiologiste américain                                                                                                   | 103 |        |
| 25 décembre  | Roger Duchesne                  | acteur Français | 90  |        |
| 25 décembre  | Michael Bruno (en)              | économiste israélien | ?   |        |
| 25 décembre  | JonBenét Ramsey                 | minimiss américaine | 6   |        |
| 26 décembre  | Henry L. Yeagley                | théoricien américain | 97  |        |
| 26 décembre  | Mića Popović                    | peintre et cinéaste serbe                                                                                                | 73  |        |
| 26 décembre  | Nguyen Huu Thuo                 | Chef politique du mouvement de la guérilla des Vietcong lors de la guerre au Viêt Nam                                    | 86  |        |
| 26 décembre  | Edward Kasser                   | producteur de disques britannique                                                                                        | 76  |        |
| 26 décembre  | Mgr Narciso Jubany Arnau        | cardinal espagnol | 83  |        |
| 26 décembre  | Georges Héritier                | Compagnon de la Libération                                                                                               | 43  |        |
| 26 décembre  | Frank Edwin Egler (en)          | écologiste américain | 85  |        |
| 26 décembre  | Albert Deman                    | peintre et sculpteur français                                                                                            | 67  |        |
| 26 décembre  | W. Lane Barksdale               | microbiologiste américain.                                                                                               | 92  |        |
| 27 décembre  | Simone d'Avène                  | dessinatrice et peintre française                                                                                        | 93  |        |
| 27 décembre  | William Bertalan Walsh (en)     | Chercheur médical américain, fondateur du programme HOPE                                                                 | 76  |        |
| 27 décembre  | Jean-Claude Tramont             | réalisateur et scénariste belge.                                                                                         | 66  |        |
| 27 décembre  | Jean Shillinger                 | chef cuisinier français                                                                                                  | ?   |        |
| 27 décembre  | Julian Mateos (en)              | acteur et producteur espagnol                                                                                            | 57  |        |
| 27 décembre  | Gabriel Loire                   | peintre et maître-verrier français.                                                                                      | 92  |        |
| 27 décembre  | William Heald Groverman         | amiral américain | 87  |        |
| 28 décembre  | Laurent Négro                   | homme d’affaires français                                                                                                | 70  |        |
| 28 décembre  | Robert J. Morris (en)           | militant anti-communiste américain                                                                                       | 83  |        |
| 28 décembre  | Pierre Moretti                  | réalisateur canadien | ?   |        |
| 28 décembre  | Daniel Mayer                    | résistant français | 87  |        |
| 28 décembre  | Pierre Jourdan                  | ancien président-directeur général de la société Scetautoroute et président de la Société des autoroutes Paris-Normandie | 64  |        |
| 28 décembre  | Katherine Pollack Ellikson      | économiste américaine | 91  |        |
| 28 décembre  | Annie Ducaux                    | actrice française | 92  |        |
| 28 décembre  | Edward Carfagno                 | directeur artistique américain. Oscar en 1943                                                                            | 89  |        |
| 28 décembre  | Hans Baumgartner                | journaliste et photographe suisse                                                                                        | ?   |        |
| 29 décembre  | Mireille                        | compositrice, chanteuse et actrice française                                                                             | 90  |        |
| 29 décembre  | Dorothy Livesay                 | poétesse canadienne | 87  |        |
| 29 décembre  | Harvey Lippincott               | archiviste américain | 78  |        |
| 29 décembre  | Margaret Herbison               | politicienne britannique. Ancienne ministre                                                                              | 89  |        |
| 29 décembre  | édouard Bled                    | instituteur français | 96  |        |
| 29 décembre  | baronne Alma Birk               | politicienne et journaliste britannique                                                                                  | 78  |        |
| 29 décembre  | Maurice Bayrou                  | Compagnon de la Libération                                                                                               | 91  |        |
| 29 décembre  | Theodore Baird                  | éducateur américain | 95  |        |
| 30 décembre  | Lew Ayres                       | acteur, réalisateur et producteur de cinéma américain                                                                    | 88  |        |
| 30 décembre  | Jack Nance                      | acteur américain | 53  |        |
| 30 décembre  | Morton Edell                    | fabricant de cosmétiques américain                                                                                       | 88  |        |
| 30 décembre  | Lew Ayres                       | acteur et réalisateur américain                                                                                          | 88  |        |
| 30 décembre  | Pokey Allen (en)                | entraîneur américain d’équipes de football américain                                                                     | 53  |        |
| 31 décembre  | Winston P. Wilson               | général américain | ?   |        |
| 31 décembre  | Gerald Williamson               | ingénieur américain | 95  |        |
| 31 décembre  | Mgr Laurent Morin (fi)          | évêque auxiliaire de Montréal                                                                                            | 51  |        |
| 31 décembre  | Wesley Addy                     | acteur américain | 83  |        |